# Aurora, Quận Florence, Wisconsin
Aurora là một thị trấn thuộc quận Florence, tiểu bang Wisconsin, Hoa Kỳ. Năm 2010, dân số của thị trấn này là 1.015 người.